# Selmer Balanced Action
Een Selmer Paris Balanced Action is een saxofoon, tussen 1936 en 1947 door Selmer gemaakt.
Doordat er maar een beperkt aantal van is gemaakt en er veel vraag naar is, stijgt de Balanced Action nog steeds in waarde. Volgens velen is het geluid van de Balanced Action en zijn jongere broertje, de Mark VI, niet te evenaren. Selmer heeft vervangende producten op de markt gebracht die grotendeels van de Mark VI en de Balanced Action zijn afgeleid: de Reference Series.